# Coelogyne lockii
Coelogyne lockii é uma espécie de orquídea epífita, família Orchidaceae, originária do Vietnam.